# Lista siturilor arheologice din județul Vaslui - P
Lista siturilor arheologice din județul Vaslui - P conține toate siturile arheologice din județul Vaslui înscrise în Repertoriul Arheologic Național (RAN) și aflate în localități al căror nume începe cu litera P. RAN este administrat de Ministerul Culturii și Patrimoniului Național și cuprinde date științifice, cartografice, topografice, imagini și planuri, precum și orice alte informații privitoare la zonele cu potențial arheologic, studiate sau nu, încă existente sau dispărute.
Puteți căuta un sit din localitățile care încep cu litera P folosind formularul de mai jos sau puteți naviga prin toate siturile din județ la Lista siturilor arheologice din județul Vaslui.
| Cod RAN                                   | Denumire | Localitate                       | Adresă               | Datare                                      | Descoperit   | Coordonate                                    | Imagine           | Erori            |
| ----------------------------------------- | --- | -------------------------------- | -------------------- | ------------------------------------------- | ------------ | --------------------------------------------- | ----------------- | ---------------- |
| 164570.01.01                              | Necropola de sec. IV p.Chr. de la Pogonești-La Movilă / ansamblu anonim (Categorie: descoperire funerară) (Tip: Necropolă birituală)             | sat Pogonești, comuna Pogonești  | La Movilă            | Sântana de Mureș - Cerneahov sec. IV p.Chr. |              |                                               | Încărcați imagine | Raportați eroare |
| 164589.02.01                              | Așezarea medievală de la Polocin - "La Cruce" / ansamblu anonim (Categorie: locuire civilă) (Tip: Așezare rurală)                                | sat Polocin, comuna Pogonești    | La Cruce             | sec. XIV - XVI                              |              |                                               | Încărcați imagine | Raportați eroare |
| 164589.01.01                              | Necropola Sântana de Mureș de la Polocin - "La Colea" / ansamblu anonim (Categorie: descoperire funerară) (Tip: Necropolă)                       | sat Polocin, comuna Pogonești    | La Colea             | Sântana de Mureș - Cerneahov sec. IV        |              |                                               | Încărcați imagine | Raportați eroare |
| 164589.03.01                              | Necropola birituală din epoca migrațiilor de la Polocin - "Islaz" / ansamblu anonim (Categorie: descoperire funerară) (Tip: Necropolă birituală) | sat Polocin, comuna Pogonești    | Islaz                | sec. IV-V                                   |              |                                               | Încărcați imagine | Raportați eroare |
| 165283.02.01                              | Groapa rituală de la Perieni-La Rateș / ansamblu anonim (Categorie: structură de cult/religioasă) (Tip: Groapă de cult)                          | sat Perieni, comuna Perieni      | La Rateș             | Noua                                        |              |                                               | Încărcați imagine | Raportați eroare |
| 167017.01.01                              | Așezarea Sântana de Mureș de la Podeni / ansamblu anonim (Categorie: locuire civilă) (Tip: așezare)                                              | sat Podeni, comuna Vulturești    |                      | Sântana de Mureș - Cerneahov                |              |                                               | Încărcați imagine | Raportați eroare |
| 165425.01.01                              | Necropola Noua de la Pogana-Râpa Mâții / ansamblu anonim (Categorie: descoperire funerară) (Tip: necropola)                                      | sat Pogana, comuna Pogana        | Râpa Mâții           | Noua                                        |              |                                               | Încărcați imagine | Raportați eroare |
| 164570.02.01                              | Reședința boierească de la Pogonești-La Beci / ansamblu anonim (Categorie: construcție) (Tip: Ziduri)                                            | sat Pogonești, comuna Pogonești  | La Beci              | sec. XV-XVIII                               |              |                                               | Încărcați imagine | Raportați eroare |
| 167062.01.01                              | Așezarea din epoca bronzului de la Poșta Elan-Dealul lui Țugui / ansamblu anonim (Categorie: locuire civilă) (Tip: așezare)                      | sat Poșta Elan, comuna Vutcani   | Dealul lui Țugui     | Noua                                        |              |                                               | Încărcați imagine | Raportați eroare |
| 161909.01.01                              | Situl arheologic de la Paparnița-La Nisipărie / ansamblu anonim (Categorie: locuire civilă) (Tip: așezare)                                       | sat Parpanița, oraș Negrești     | La Nisipărie         | sec. VII-II î. Chr.                         | aprilie 2010 | 46°49′05″N 27°29′25″E / 46.81805°N 27.49028°E | Încărcați imagine | Raportați eroare |
| 161909.01.02                              | Situl arheologic de la Paparnița-La Nisipărie / ansamblu anonim (Categorie: locuire civilă) (Tip: așezare paleontologică)                        | sat Parpanița, oraș Negrești     | La Nisipărie         |                                             | aprilie 2010 | 46°49′05″N 27°29′25″E / 46.81805°N 27.49028°E | Încărcați imagine | Raportați eroare |
| 166039.01.01                              | Necropola tumulară de la Pogănești - "Movila Pescarului II" / ansamblu anonim (Categorie: descoperire funerară) (Tip: necropola)                 | sat Pogănești, comuna Stănilești | Movila Pescarului II | Horodiștea - Foltești                       |              |                                               | Încărcați imagine | Raportați eroare |
| 166039.01.02                              | Necropola tumulară de la Pogănești - "Movila Pescarului II" / ansamblu anonim (Categorie: descoperire funerară) (Tip: necropola)                 | sat Pogănești, comuna Stănilești | Movila Pescarului II | sarmatică sec. I-II                         |              |                                               | Încărcați imagine | Raportați eroare |
| 165283.01.01 (Cod LMI: VS-I-m-B-06683.05) | Situl arheologic de la Perieni - "Râpa Râșcanilor " / ansamblu anonim (Categorie: locuire civilă) (Tip: Așezare)                                 | sat Perieni, comuna Perieni      | Râpa Râșcanilor      | Starčevo - Criș                             |              |                                               | Încărcați imagine | Raportați eroare |
| 165283.01.02 (Cod LMI: VS-I-m-B-06683.03) | Situl arheologic de la Perieni - "Râpa Râșcanilor " / ansamblu anonim (Categorie: locuire civilă) (Tip: Așezare)                                 | sat Perieni, comuna Perieni      | Râpa Râșcanilor      |                                             |              |                                               | Încărcați imagine | Raportați eroare |
| 165283.01.03 (Cod LMI: VS-I-m-B-06683.02) | Situl arheologic de la Perieni - "Râpa Râșcanilor " / ansamblu anonim (Categorie: locuire civilă) (Tip: Așezare)                                 | sat Perieni, comuna Perieni      | Râpa Râșcanilor      | geto-dacică                                 |              |                                               | Încărcați imagine | Raportați eroare |
| 165283.01.04 (Cod LMI: VS-I-m-B-06683.01) | Situl arheologic de la Perieni - "Râpa Râșcanilor " / ansamblu anonim (Categorie: locuire civilă) (Tip: Așezare)                                 | sat Perieni, comuna Perieni      | Râpa Râșcanilor      | sec. III - IV                               |              |                                               | Încărcați imagine | Raportați eroare |
| 165283.01.05 (Cod LMI: VS-I-m-B-06683.04) | Situl arheologic de la Perieni - "Râpa Râșcanilor " / ansamblu anonim (Categorie: locuire civilă) (Tip: Așezare)                                 | sat Perieni, comuna Perieni      | Râpa Râșcanilor      | ceramicii liniare                           |              |                                               | Încărcați imagine | Raportați eroare |
| 165327.01.01 (Cod LMI: VS-I-m-B-06684.01) | Situl arheologic de la Podu Petriș - "Dealul Balaurului" / ansamblu anonim (Categorie: locuire) (Tip: Necropolă)                                 | sat Podu Petriș, comuna Ciocani  | Dealul Balaurului    | sec. IV                                     |              |                                               | Încărcați imagine | Raportați eroare |
| 165327.01.02 (Cod LMI: VS-I-m-B-06684.02) | Situl arheologic de la Podu Petriș - "Dealul Balaurului" / ansamblu anonim (Categorie: locuire) (Tip: așezare)                                   | sat Podu Petriș, comuna Ciocani  | Dealul Balaurului    |                                             |              |                                               | Încărcați imagine | Raportați eroare |
| 165345.01.01 (Cod LMI: VS-I-m-A-06685.07) | Situl arheologic de la Poienești - "Dealul Teilor" / ansamblu anonim (Categorie: locuire) (Tip: Așezare)                                         | sat Poienești, comuna Poienești  | Dealul Teilor        | Cucuteni - A2                               |              |                                               | Încărcați imagine | Raportați eroare |
| 165345.01.02 (Cod LMI: VS-I-m-A-06685.06) | Situl arheologic de la Poienești - "Dealul Teilor" / ansamblu anonim (Categorie: locuire) (Tip: Așezare)                                         | sat Poienești, comuna Poienești  | Dealul Teilor        | Noua                                        |              |                                               | Încărcați imagine | Raportați eroare |
| 165345.01.03 (Cod LMI: VS-I-m-A-06685.05) | Situl arheologic de la Poienești - "Dealul Teilor" / ansamblu anonim (Categorie: locuire) (Tip: Necropolă)                                       | sat Poienești, comuna Poienești  | Dealul Teilor        | getică - timpurie sec. V - IV a. Chr.       |              |                                               | Încărcați imagine | Raportați eroare |
| 165345.01.04 (Cod LMI: VS-I-m-A-06685.04) | Situl arheologic de la Poienești - "Dealul Teilor" / ansamblu Necropolă bastarnică (Categorie: locuire) (Tip: Necropolă)                         | sat Poienești, comuna Poienești  | Dealul Teilor        | Poienești - Lukașevka sec. II - I a. Chr.   |              |                                               | Încărcați imagine | Raportați eroare |
| 165345.01.06 (Cod LMI: VS-I-m-A-06685.01) | Situl arheologic de la Poienești - "Dealul Teilor" / ansamblu anonim (Categorie: locuire) (Tip: Necropolă)                                       | sat Poienești, comuna Poienești  | Dealul Teilor        | sec. XIV-XVI                                |              |                                               | Încărcați imagine | Raportați eroare |
| 165345.01.07 (Cod LMI: VS-I-m-A-06685.02) | Situl arheologic de la Poienești - "Dealul Teilor" / ansamblu anonim (Categorie: locuire) (Tip: necropola)                                       | sat Poienești, comuna Poienești  | Dealul Teilor        | carpică sec. III                            |              |                                               | Încărcați imagine | Raportați eroare |
| 165345.01.08 (Cod LMI: VS-I-s-A-06685)    | Situl arheologic de la Poienești - "Dealul Teilor" / ansamblu anonim (Categorie: locuire) (Tip: Așezare)                                         | sat Poienești, comuna Poienești  | Dealul Teilor        | Sântana de Mureș - Cerneahov sec. IV        |              |                                               | Încărcați imagine | Raportați eroare |
| 165345.01.09 (Cod LMI: VS-I-m-A-06685.03) | Situl arheologic de la Poienești - "Dealul Teilor" / ansamblu anonim (Categorie: locuire) (Tip: așezare)                                         | sat Poienești, comuna Poienești  | Dealul Teilor        | carpică                                     |              |                                               | Încărcați imagine | Raportați eroare |